# Cassytha candida
Cassytha candida är en lagerväxtart som först beskrevs av J.Z.Weber, och fick sitt nu gällande namn av J.Z.Weber. Cassytha candida ingår i släktet Cassytha och familjen lagerväxter. Inga underarter finns listade i Catalogue of Life.